# گوردنویل (آلاباما)
گوردنویل (به انگلیسی: Gordonville) شهری در شهرستان لاوندز ایالت آلاباما است که مساحت آن ۱۴٫۵ کیلومتر مربع است و در سرشماری سال ۲۰۱۰ میلادی، ۳۲۶ نفر جمعیت داشته و تراکم جمعیتی آن، ۲۲٫۴۸ نفر در هر کیلومتر مربع بوده است.